# Hotel Decebal

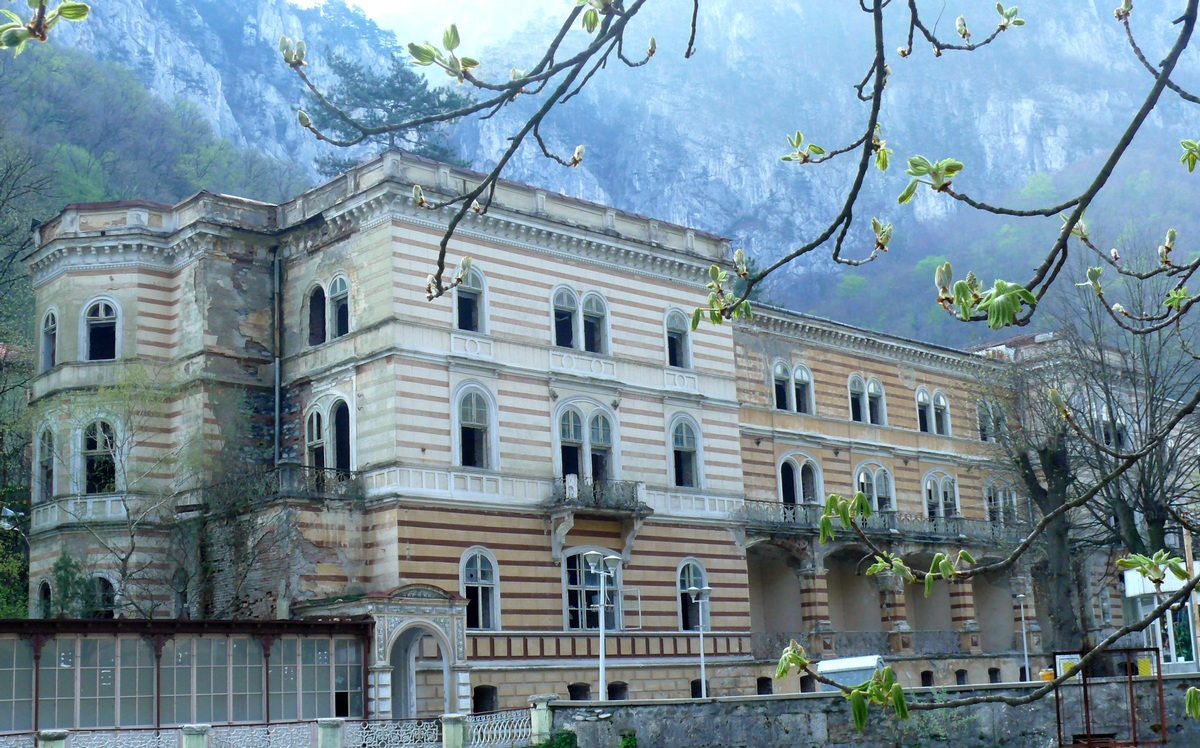
Das Hotel Decebal

Das Hotel Decebal ist ein Hotel im rumänischen Kurort Băile Herculane (Herkulesbad). Das Gebäude steht unter Denkmalschutz.
Das Gebäude wurde im Jahre 1865 unter dem Namen Franz-Josef-Hotel gebaut.

## Das Gespenst aus dem Hotel Decebal
Eine Legende besagt, dass sich unter dem Hotel Decebal ein Schatz aus der Zeit der Alten Römer befindet. Es kamen Schatzsucher aus der ganzen Welt hierher, die, mithilfe von Metalldetektoren, die Existenz einer größeren Goldmenge bewiesen. Als sie mit dem Graben begannen, wurden sie von der Gestalt einer Frau in einem weißen Kleid überrascht, die die Schatzsucher aus dem Gebäude jagte.
Diese Gestalt erschien öfter als nur einmal, jedes Mal gleichaussehend. Man sagt, sie sei die Hüterin des Schatzes, andere aber meinen, es sei ein dakischer Priester.

## Ansichten des Hotels

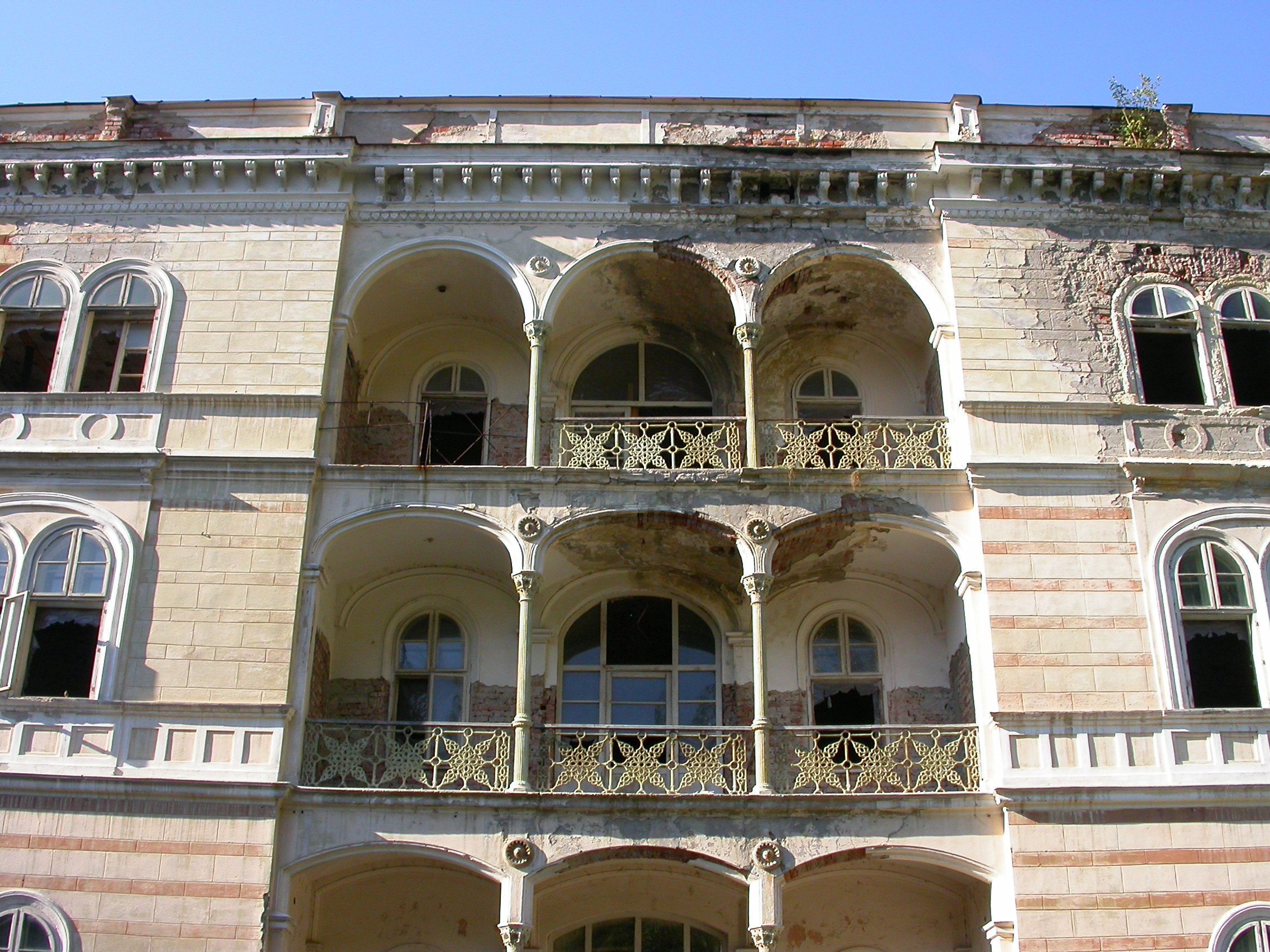
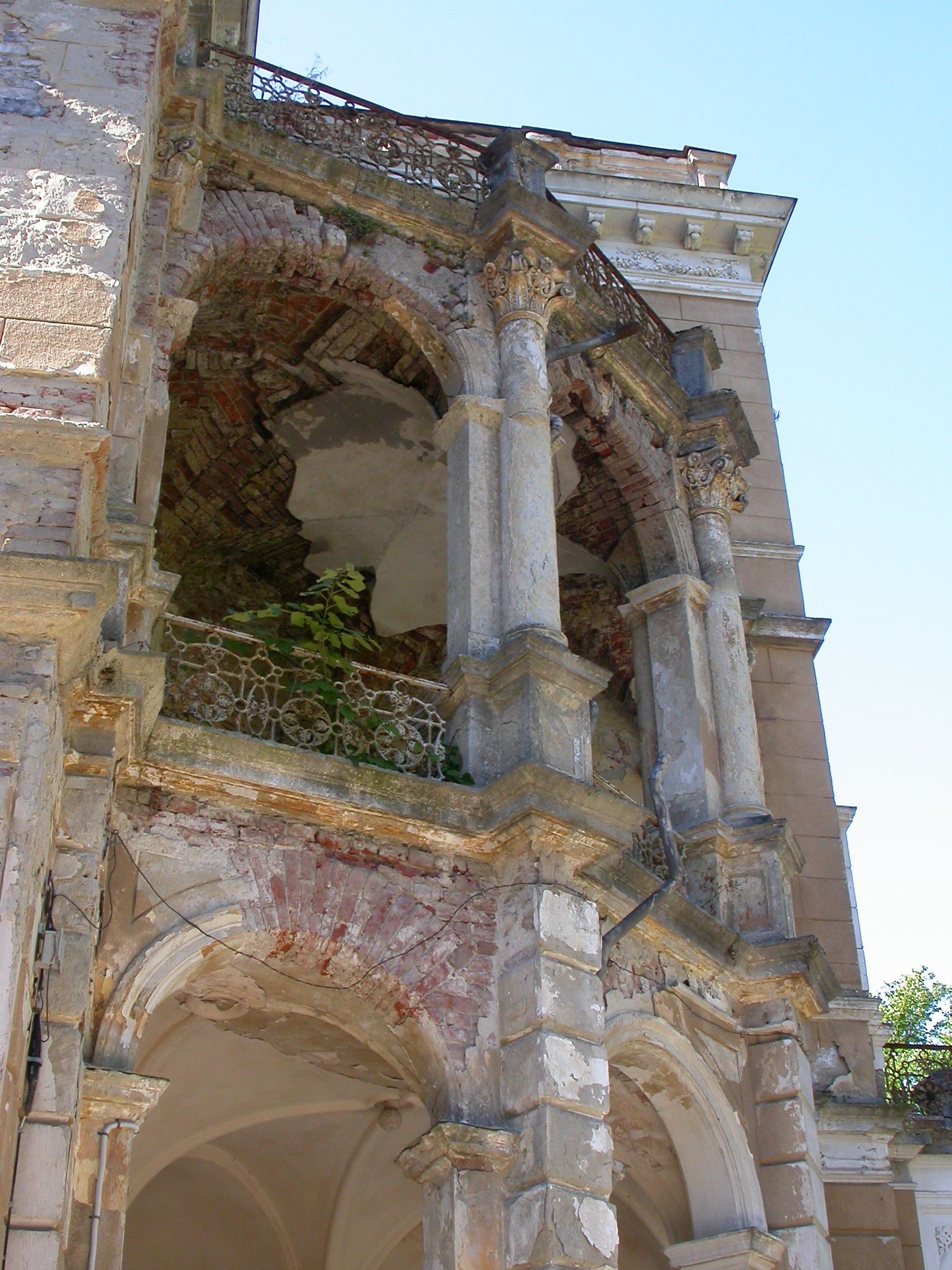
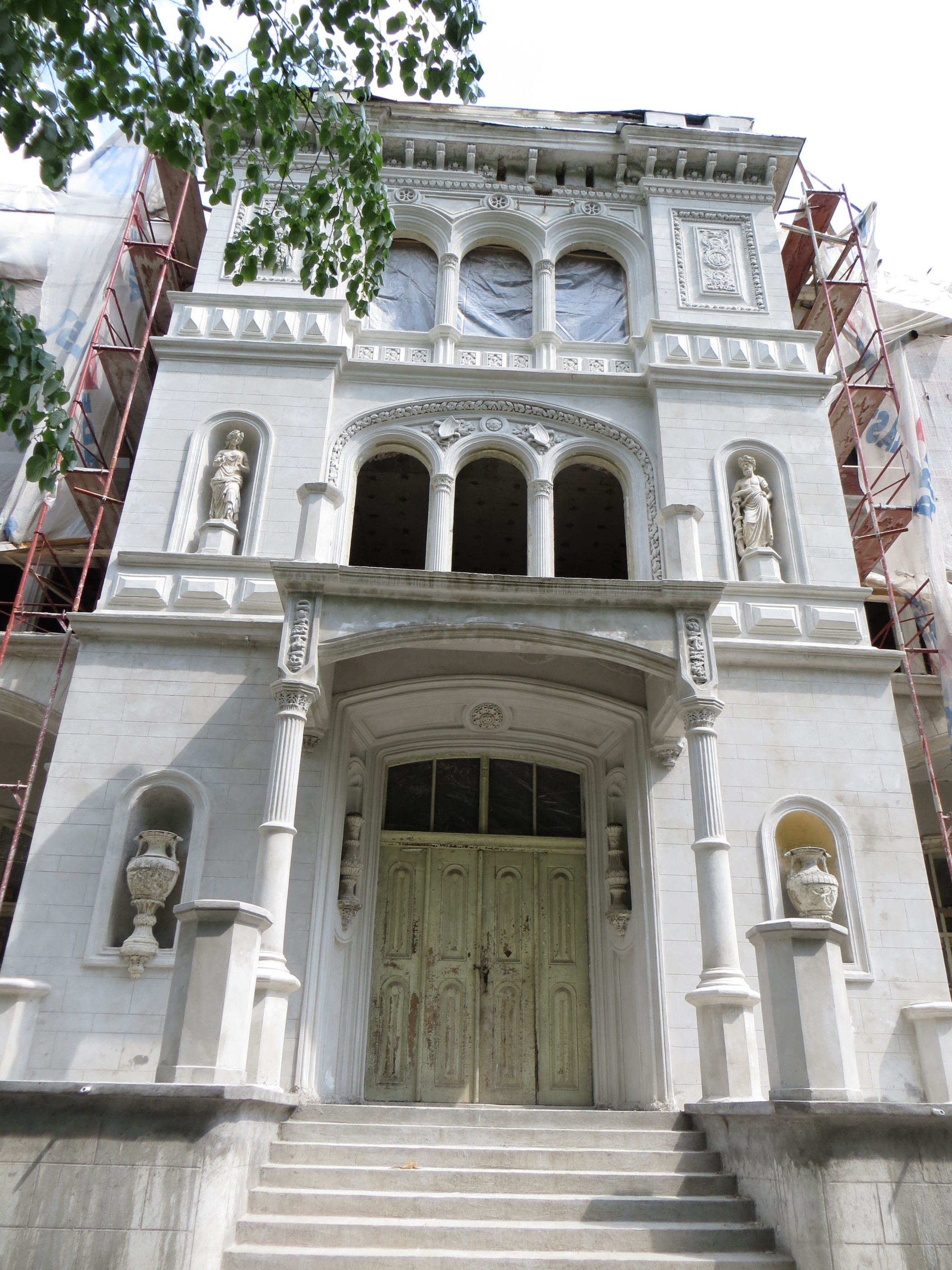